# Municipio de Jõgeva
El municipio de Jõgeva (estonio: Jõgeva vald) es un municipio estonio perteneciente al condado de Jõgeva.

## Localidades (población año 2011)
- Alavere 39
- Änkküla 71
- Eerikvere 59
- Ehavere 32
- Ellakvere 74
- Endla 39
- Härjanurme 72
- Imukvere 61
- Iravere 20
- Järvepera 27
- Jõgeva 5,501
- Jõune 56
- Kaarepere 263
- Kaave 18
- Kaera 65
- Kaiavere 36
- Kantküla 65
- Kärde 97
- Kassinurme 127
- Kassivere 2
- Kaude 49
- Kivijärve 46
- Kivimäe 15
- Kodismaa 32
- Koimula 38
- Kõnnu 81
- Kõola 53
- Kudina 118
- Kuremaa 296
- Kurista 228
- Laiuse 371
- Laiusevälja 104
- Leedi 64
- Lemuvere 33
- Liikatku 27
- Liivoja 81
- Lilastvere 30
- Lõpe 19
- Luua 298
- Mõisamaa 36
- Mooritsa 6
- Mullavere 55
- Näduvere 31
- Nava 51
- Ookatku 35
- Oti 16
- Õuna 130
- Paduvere 29
- Painküla 179
- Pakaste 62
- Palamuse 472
- Palupere 32
- Patjala 41
- Pedja 50
- Pikkjärve 120
- Pööra 96
- Praaklima 14
- Rääbise 65
- Raadivere 45
- Raaduvere 24
- Rahivere 34
- Rassiku 21
- Reastvere 39
- Rohe 13
- Ronivere 10
- Sadala 293
- Saduküla 160
- Sätsuvere 20
- Selli 54
- Siimusti 696
- Soomevere 23
- Sudiste 11
- Süvalepa 27
- Tähkvere 59
- Tealama 15
- Teilma 58
- Tõikvere 121
- Tooma 17
- Toovere 42
- Torma 396
- Tuimõisa 42
- Vägeva 38
- Vaiatu 175
- Vaidavere 39
- Vaimastvere 254
- Väljaotsa 16
- Vana-Jõgeva 87
- Vanamõisa 68
- Vanavälja 10
- Varbevere 69
- Vilina 54
- Viruvere 22
- Visusti 98
- Võduvere 103
- Võidivere 23
- Võikvere 62[1]